# Yitang Zhang
Yitang Zhang, denominado Tom Zhang, (1955) é um matemático chinês. Trabalha com teoria dos números.
Zhang obteve um bacharelado em matemática na Universidade de Pequim e um doutorado em 1991 na Universidade de Purdue, orientado por Tzuong-Tsieng Moh, com a tese The Jacobian Conjecture and the Degree of Field Extension.

## Obras
- Yitang Zhang: Bounded gaps between primes. wird erscheinen in Annals of Mathematics (Vorabdruck)